# Låt pengarna rulla
Låt pengarna rulla (engelska: The Magic Christian)  är en brittisk svart komedifilm från 1969 i regi av Joseph McGrath.
Filmen bygger på Terry Southerns roman med samma namn.

## Handling
Världens rikaste man, sir Guy Grand, och hans adoptivson roar sig med att testa människors girighet och fåfänga.

## Rollista i urval
- Peter Sellers - sir Guy Grand
- Ringo Starr - Youngman Grand
- Isabel Jeans - Dame Agnes Grand
- Laurence Harvey - Hamlet
- Christopher Lee - vampyren
- Roman Polanski - ensam man
- Raquel Welch - piskans prästinna
- John Cleese - direktör på Sotheby's
- Ferdy Mayne - Edouard
- Richard Attenborough - Oxford coach
- Spike Milligan - trafikvakten
- Terence Alexander - arge majoren